# ソユーズMS-28
ソユーズ MS-28（ロシアの製造番号759、NASAの識別名称 Soyuz 74S）は2025年11月27日以降にバイコヌール宇宙基地から国際宇宙ステーションに向けて打ち上げられるロシアのソユーズの有人飛行。
このミッションは、NASAとロスコスモスの間で締結された、ロシア人宇宙飛行士1名がNASAの宇宙船に搭乗するのと引き換えに、ソユーズ宇宙船に搭乗する交換協定の終了後、初めて打ち上げられる予定だった。そのため、2024年時点では、このミッションには3名のロシア人宇宙飛行士が搭乗する予定だった。しかし、NASAとロスコスモスは、座席交換プログラムを2025年以降も延長する交渉を行っており、2025年4月にNASAはクリストファー・ウィリアムズを搭乗員に任命したことを発表した。

## クルー

### 正クルー
| 地位               | 乗組員                                                                           | 乗組員                                                                           |
| ------------------ | -------------------------------------------------------------------------------- | -------------------------------------------------------------------------------- |
| 指揮官             | セルゲイ・クド＝スヴェルチコフ, ロスコスモス 第73次/74次長期滞在 2回目の宇宙飛行 | セルゲイ・クド＝スヴェルチコフ, ロスコスモス 第73次/74次長期滞在 2回目の宇宙飛行 |
| フライトエンジニア | セルゲイ・ミカエフ, ロスコスモス 第73次/74次長期滞在 1回目の宇宙飛行             | セルゲイ・ミカエフ, ロスコスモス 第73次/74次長期滞在 1回目の宇宙飛行             |
| フライトエンジニア | クリストファー・ウィリアムズ, NASA 第73次/74次長期滞在 1回目の宇宙飛行           | クリストファー・ウィリアムズ, NASA 第73次/74次長期滞在 1回目の宇宙飛行           |

### 予備クルー
| 地位               | 乗組員                               | 乗組員                               |
| ------------------ | ------------------------------------ | ------------------------------------ |
| 指揮官             | ピョートル・ドゥブロフ, ロスコスモス | ピョートル・ドゥブロフ, ロスコスモス |
| フライトエンジニア | アンナ・キキナ, ロスコスモス         | アンナ・キキナ, ロスコスモス         |
| フライトエンジニア | アニル・メノン, NASA                 | アニル・メノン, NASA                 |